# Скалон Георгій Антонович
Георгій Антонович Скалон (24 жовтня 1847 — 1 лютого 1914) — російський воєначальник, генерал-ад'ютант (1903), генерал від кавалерії (17 січня 1906).

## Біографія
Походив із дворянського роду. Син Антона Антоновича Скалона та Юлії-Єлизавети-Олени Єгорівни Сіверс.
Закінчивши Миколаївське училище гвардійських юнкерів (1865), випущений служити корнетом в лейб-гвардії Уланський Його Величності полк.
Чини: поручик (1869), штаб-ротмістр (1872), ротмістр (1876), полковник (1883), генерал-майор (1893), генерал-лейтенант (1900).
Проходив службу в Уланському полку, з яким брав участь у російсько-турецькій війні 1877—1878 років. Із 7 січня 1893 року штаб-офіцер, а з 30 серпня 1893 року з переведенням у генерал-майори — генерал для особливих доручень при командувачі військ Варшавського військового округу. Із 19 серпня 1894 року командир лейб-гвардії Уланського Його Величності полку. Із 2 серпня 1897 року — командир 1-ї бригади 1-ї гвардійської кавалерійської дивізії, з 2 квітня 1899 року — командувач, а 6 грудня 1900 року з переведенням у генерал-лейтенанти — начальник 4-ї кавалерійської дивізії. Із 4 квітня 1901 року — начальник 2-ї гвардійської кавалерійської дивізії.
Із 15 травня 1905 року Скалон помічник командувача військ Варшавського військового округу, а 15 серпня того ж року обійняв посаду Варшавського генерал-губернатора і командувача військ Варшавського військового округу, змінивши на посаді генерала К. К. Максимовича. Вступивши на посаду, неодноразово просив царя та Голову Ради Міністрів С. Ю. Вітте оголосити у Привіслинському краї військовий стан, що й було виконано 1 листопада 1905 року. Пізніше військовий стан неодноразово продовжувався у 1906 та 1907 роках. Заснував інститут тимчасових генерал-губернаторів у Польському Царстві з метою енергійного придушення заколотів, розгону сходок і зборів, закриття протиурядових газет, арешту їх видавців. Наказував розганяти натовпи маніфестантів вогнепальною зброєю.
5 серпня 1906 року у Варшаві стався замах на життя Скалона, організований Польською соціалістичною партією. Оскільки на звичайних маршрутах проїзду генерал-губернатора вчинити вбивство було складно, було розроблено досить складний план замаху. Три жінки — члени партії, Овчарек, Островська та Ванда Крахельська винайняли невелику квартиру з балконом поруч із німецьким консульством. Одного разу член партії, переодягнений у форму російського офіцера, з'явився до німецького консула з якимось проханням, на виконанні якої наполягав у грубій формі, а потім завдав роздратованому німецькому представнику удар рукою по обличчю і втік. Як і розраховували терористи, наступного дня губернатор приїхав, щоб відвідати консула. Коли він повертався з консульства у своєму екіпажі, на нього з балкона було скинуто кілька бомб. Бомби не досягли своєї мети, але було поранено дитину, син двірника будинку.
Скалон обіймав посади генерал-губернатора та командувача військ до своєї смерті в 1914 році.

## Родина
Був одружений з баронесою Марією Йосипівною Корф, дочкою Йосипа Миколайовича Корфа (1829—1873) та онукою генерала від артилерії М. І. Корфа.
Їх діти:
- Георгій (1892—1918), вихованець Пажеського корпусу (1912), штабс-ротмістр Кавалергардського полку. Розстріляний більшовиками у Києві 26 січня 1918[2].
- Анна, одружена з камер-юнкером С. П. Толбузіним.

## Нагороди
- Орден св. Станіслава II ступеня з мечами та бантом (1877)
- Орден св. Володимира IV ступеня з мечами та бантом (1877)
- Орден св. Анни II ступеня з мечами (1878)
- Золота шабля (13.01.1879)
- Орден Почесного легіону (1879)
- Орден князя Данила I ІІ ст. (1889)
- Орден св. Володимира ІІІ ступеня (1895)
- Орден св. Станіслава І ступеня (1898)
- Орден Зірки, великий офіцерський хрест (1899)
- Орден св. Анни І ступеня (1902)
- Орден св. Володимира ІІ ступеня (1905)
- Орден Білого Орла (ВП 06.05.1908)
- Орден св. Олександра Невського (1911)